# Merenre II.
Merenre Nemtjemsaf II.  je bil egipčanski faraon, šesti in predzadnji vladar iz Šeste egipčanske dinastije. Vladal je eno leto in en mesec v prvi polovici 22. stoletja pr. n. št. na samem koncu obdobja Starega kraljestva. Na prestol je zelo verjetno prišel v starosti in nasledil dolgoživega Pepija II. Neferkareja. V tem času je bila moč faraonov že zelo krhka.  

## Dokazi
Merenre Nemtjemsaf II. je dokazan v 4. vrstici 6. kolone Torinskega seznama kraljev, sestavljenega v poznem ramzeškem obdobju. Njegovo ime je na seznamu izbrisano, ohranjena pa je dolžina vladanja: eno leto in en mesec po Pepiju II. Dokazan je tudi v 39. vnosu na Abidoškem seznamu kraljev, sestavljenem med vladanjem Setija I. Seznam je eden od najbolj ohranjenih zgodovinskih dokumentov s konca Starega kraljestva in začetka prvega vmesnega obdobja Egipta. Abidoški seznan je edini, na katerem je omenjeno Nemtjensafovo prestolno ime Merenre. V kasnejših virih je kot Mentesupis  omenjen v Manetonovi Egiptiaki (Zgodovina Egipta). Vladal  je eno leto.
Edini artefakt, ki je zanesljivo pripadal Merenreju, so poškodovana lažna vrata z napisom Sa-nesu semsu Nemtyemsaf  - Starejši faraonov sin Nemtjemsaf, ki so jih odkrili v Neitini piramidi.  Neit je bila polsestra in kraljica Pepija II. in zelo verjetno Merenrejeva mati. Vsebina napisa kaže, da je bil napisan verjetno pred Merenrejevim prihodom na prestol. Drug artefakt, ki je  morda pripadal Merenreju, je odlok za zašito posmrtnih kultov kraljic  Ankesenpepi I. in Neit, odkrit v templju kraljice Neit.  Če je odlok resnično njegov, je bilo njegovo Horovo ime S[...]tawy, kar pomeni Tisti, ki je dve deželi ….

## Vladanje
Merenre II. je nasledil svojega očeta Pepija II. po njegovem ekstremno dolgem vladanju, ki je domnevno trajalo 94 let. O Merenrejevem vladanju ni nobenega zanesljivega podatka, zagotovo pa je vladal v obdobju propadanja centralne oblasti in rasti moči lokalnih guvernerjev – nomarhov. Manj kot tri leta po njegovi smrti se je Staro egipčansko kraljestvo v kaosu končalo in začelo prvo vmesno obdobje Egipta.  Merenre II. je morda zase začel graditi piramido, verjetno v Sahari v bližini piramide svojega očeta.

## Herodotova zgodba
Grški zgodovinar Herodot v svojih Zgodbah omenja legendo, da se je kraljica Nitokris maščevala drhali za umor njenega brata in moža, domnevno Merenreja II., tako, da je vse njegove morilce zbrala na banketu in jih utopila.
Zdaj velja, da je ime Nitokris rezultat  združitve in popačitve imena resničnega  faraona  in Merenrejevega naslednika  Nečerkare Siptaha.